# Benjamin D’Urban

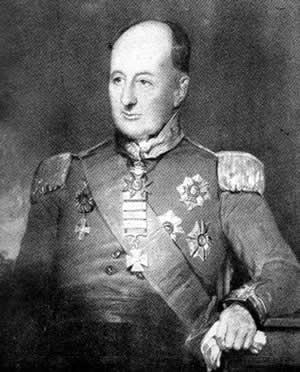
Sir Benjamin D’Urban

Sir Benjamin D’Urban, GCB, KCH, KCTS, FRS (* 16. Februar 1777 in Halesworth; † 25. Mai 1849 in Montreal) war ein britischer Generalleutnant und Gouverneur. Unter anderem führte er die Kapkolonie im Südlichen Afrika.

## Leben
D’Urban war der jüngste Sohn des Arztes John D’Urban aus dessen Ehe mit Elizabeth Gooch, der Tochter eines Chirurgen. Entgegen dem Wunsch seines Elternhauses ebenso eine medizinische Laufbahn einzuschlagen, nahm er einen Militärdienst auf.
Er trat 1793 als Cornet des 2nd Regiment of Dragoon Guards in die britische Armee ein und kämpfte auf zahlreichen Feldzügen der Koalitionskriege, insbesondere in den napoleonischen Kriegen auf der Iberischen Halbinsel (1808–1814). Im Verlaufe seines bis 1819 dauernden Militärdienstes erhielt er viele Auszeichnungen und stieg im August 1819 in den Rang eines Major-General auf. Von 1829 bis zu seinem Tod amtierte er als Colonel des 51st Regiment of Foot und 1837 wurde er zum Lieutenant-General befördert.
1819 wurde er Gouverneur (Governor) in Antigua, 1824 stellvertretender Gouverneur (Lieutenant-Governor) von Demerara-Essequibo. 1831 wurde Demerara-Essequibo mit Berbice zu Britisch-Guayana vereinigt; D’Urban war zwei Jahre lang erster Gouverneur der Kolonie.
1834 ernannte man ihn zum Gouverneur und Kommandeur der britischen Truppen der Kapkolonie. In seine Amtszeit fiel die Abschaffung der Sklaverei im Britischen Empire und – daraus folgend – der Beginn des Großen Trecks, als viele Buren aus Unzufriedenheit mit ihrer Situation aus der Kapkolonie nord- und ostwärts über den Oranje zogen. D’Urban lehnte die Landnahme der Buren ab und versuchte vergeblich, sie mit dem Cape of Good Hope Punishment Act of 1836 zu bestrafen. Er führte in der Kapkolonie mit municipal councils erstmals Gemeinderäte ein.
D’Urban griff im Sechsten Grenzkrieg die Xhosa an. Er annektierte östlich der Kapkolonie das Gebiet zwischen Keiskamma River und Great Kei River, das er Queen Adelaide Province nannte. Dabei drohte er den indigenen Stämmen an, sie „für immer“ hinter den Kei River zu vertreiben. Zudem erlaubte er es, dass europäischstämmige Siedler in diesem Gebiet Farmen gründen konnten. Es bildete sich eine erzwungene Koexistenz. Damit standen erstmals in der afrikanischen Geschichte Afrikaner unter direct rule (etwa: „direkte Herrschaft“) der Briten. D’Urban ließ das Oberhaupt der dortigen Xhosa-Gruppe, Hintsa, hinterrücks ermorden. Weil er auch noch Hintsas Ohren abschneiden ließ, wurde er von einigen seiner Landsleute kritisiert. Die Annexion musste auf Befehl des britischen Kolonialministers Lord Glenelg 1836 rückgängig gemacht werden. Der Missionar John Philip berichtete einem Ausschuss des britischen House of Commons über D’Urbans Verfehlungen, so dass die Regierung im Mai 1837 dessen Entlassung als Gouverneur beschloss. Er blieb jedoch bis Januar 1838 im Amt und wurde dann durch Sir George Thomas Napier ersetzt.
Bis 1846 blieb D’Urban Truppenkommandeur der Kapkolonie. Er besetzte 1843 die Burenrepublik Natalia. Das Gebiet wurde anfangs der Kapkolonie zugeschlagen und bildete später einen Teil der Kolonie Natal. 1846 wurde D’Urban zum Kommandeur der Truppen der Provinz Kanada berufen. Er lebte ab 1847 in Montreal und starb dort 1849.
Sein Begräbnis erfolgte unter großer Anteilnahme auf dem alten Militärfriedhof Montreals an der Papineau Avenue. Später, im Jahre 1944 wurden seine sterblichen Überreste auf das Field of Honour in Pointe-Claire bei Montreal umgebettet und an dieser Stelle ein Ehrenmal errichtet.

## Familie
D’Urban heiratete am 7. August 1797 seine künftige Frau Anna. Sie war die Tochter von William und Mary Wilcocks of Norwich. Aus dieser Ehe gingen ein Sohn und zwei Töchter hervor. Eine Tochter heiratete später William Musgrave, den obersten Richter der Kapkolonie.
Anna D’Urban unterstützte mit großem Engagement wohltätige Aktivitäten. Dazu gehört die Gründung (1836) der Female School of Industry in Wynberg. Sie starb am 23. August 1843 in Wynberg.
Der Sohn, William James D’Urban schlug ebenso eine militärische Karriere ein und war 1842 an der britischen Besetzung von Natal beteiligt. Nachdem er seinen Vater als Deputy-master-general nach Kanada gefolgt war, kehrte er später in die Kapkolonie zurück, von wo aus er britische Truppen in der Ciskei befehligte.
Sein Enkel war der Naturalist William Stewart Mitchell D’Urban (1836–1934).

## Ehrungen
Nach ihm wurde Port Natal in der späteren Kolonie Natal in Durban umbenannt und die Siedlung Durbanville bei Tygerberg erhielt 1836 ihren Namen.